# Shebaya jezik
Shebaya jezik (Shebaye, Shebayo) je izumrli aravački jezik Trinidada i vjerojatno Venezuelanske obale. Od ovog jezika poznato je tek nekih petnaest riječi;, među kojima otac (heia; Heja, kod de Laet), majka (hamma; de Laet), sunce (Wekulüe, Loukotka; Wecoelije, de Laet), i slično. Aikhenvald (1999.) ga je svrstao u Ta-Arawakanske jezike.